# Боромма Чаясірі
Боромма Чаясірі (тай. พระพนมไชยศิริ; XI ст.) — магараджа Сінгханаваті з 1089 або з 1120/1140 року.

## Життєпис
Син Пхромкумана. Зазнав поразки від потужного сусіда. за різними версіями це був Сур'яварман II, правитель Кхмерської імперії, або Адіт'яраджа, магараджа Харіпунджаї. Внаслідок цього вимушен був залишити свою столицю, втративши значну частину земель.
Спочатку перебрався до Накхон Тай. За цим заснував нову столицю Піпелі (в сучасній провінції Пхетчабурі). Тут перебував до своєї смерті. За часів його онука (чи сина) Пхрамахаджаджани на деякий час вдалося повернути втрачене.